# Licuala distans
Licuala distans es una especie de la familia de las arecáceas. Es originaria de Tailandia.

## Descripción
Licuala distans es una pequeña palmera usada como planta ornamental en lugares protegidos del jardín. El tronco delgado soporta una gran corona con numerosas hojas, dispuestas en forma orbicular y cada una sostenida en  un largo pecíolo.

## Taxonomía
Licuala distans fue descrita por Henry Nicholas Ridley y publicado en Journal of the Federated Malay States Museums 10: 123. 1920.
Etimología
Licuala: nombre genérico que procede de la latinización del nombre vernáculo, leko wala, supuestamente utilizado para Licuala spinosa en Makassar, Célebes.
distans: epíteto latino que significa "distante, separado".